# Clutia alpina
Clutia alpina là một loài thực vật có hoa trong họ Peraceae. Loài này được Prain mô tả khoa học đầu tiên năm 1913.